# Satchmo Jazz Records
Satchmo Jazz Records is een Spaans platenlabel waarop jazz-muziek uitkomt. Oorspronkelijk was Satchmo Jazz Records een mailing-bedrijf dat cd's verkocht: in 1995 werd besloten ook zelf albums te gaan produceren, van zowel Spaanse jazz-musici als 'buitenlandse' jazzmuzikanten. Op het label, en het zusterlabel Satchmo Records, kwamen albums uit van onder meer Tim Armacost, Bruce Barth, Adam Kolker, Sam Newsome, Mark Feldman (met het trio van Lluis Vidal), Jorge Pardo, Lluis Clement, Xavier Baró, Chris Kase, Carles Margarit en Ugonna Okegwo.